# Hypocaccus servilis
Hypocaccus servilis är en skalbaggsart som först beskrevs av Thomas Casey 1893.  Hypocaccus servilis ingår i släktet Hypocaccus och familjen stumpbaggar. Inga underarter finns listade i Catalogue of Life.